# Kostel svatého Jana Křtitele (Jihlava)
Kostel svatého Jana Křtitele je filiální kostel farnosti Jihlava-sv. Jakub a kulturní památka v Jihlavě. Na místě původní románské stavby byl kostel postaven v polovině 13. století ve stylu gotiky, přestavěn byl v roce 1695, posléze byl barokizován.

## Popis
Kostel svatého Jana Křtitele stojí volně na stejnojmenném Jánském kopečku při levém břehu řeky Jihlavy, poblíž křižovatky ulice Havlíčkovy a Polenské. V těsné blízkosti vede železniční trať, ulicí Havlíčkovou pak linky městské hromadné dopravy se zastávkou Pod Jánským kopečkem; před západní stranou stojí sousoší Kalvárie ze zaniklé Křížové cesty. Kostel je majetkem Římskokatolické farnosti u kostela sv. Jakuba, Jihlava; v kostele se pravidelně slouží mše svaté.
Kostel je orientovaný, má jednu loď, sakristie přiléhá ke kněžišti ze severní strany. Při jihozápadním nároží je venkovní kazatelna. Do kostela vedou dva vchody: ze západu a z jihu; vedle jižního vchodu je patrný portál raně gotického vchodu. Na severní straně lodi jsou zaslepena tři původní štěrbinová okna. Nad kněžiště se tyčí čtyřboká dřevěná věžička.
Z doby baroka pocházejí tři oltáře: oltář svatého Jana Křtitele, svatého Norberta a svatého Jana Nepomuckého. Jako svého času populární se z historického inventáře kostela uvádí obraz spícího horníka s nápisem „Bylo, a už není“, německy Es war und ist nicht mehr.

## Historie
Kostel svatého Jana Křtitele byl postaven v polovině 13. století na místě někdejší románské zástavby, snad budovy zeměpanské správy. Pozdněgotické kněžiště, včetně žebrové klenby je datováno kolem roku 1500. Z roku 1559 pochází přístavba sakristie. Hudební kruchta byla zřízena koncem 17. století a z ní vstup na venkovní kazatelnu. Generální opravy kostela proběhly v letech 1905 a 1984.
Kostel se zmiňuje poprvé v roce 1233 v souvislosti s výčtem třinácti poplatných vsí slovanského jména. Býval kostelem farním, než se farním kostelem stal kostel svatého Jakuba Staršího (1257) v nově založeném kolonizačním městě Jihlavě na protější straně řeky.